# Magnus Ingesson
Bengt Magnus Ingesson (ur. 18 lutego 1971 w Luleå) – szwedzki biegacz narciarski, srebrny medalista mistrzostw świata.

## Kariera
Igrzyska olimpijskie w Salt Lake City w 2002 roku były pierwszymi i zarazem ostatnimi w jego karierze. Zajął tam 8. miejsce w biegu na 15 km techniką klasyczną oraz 16. miejsce na dystansie 50 km stylem klasycznym.
W 2001 roku wystartował na mistrzostwach świata w Lahti. Osiągnął tam największy sukces w swojej karierze wspólnie z Mathiasem Fredrikssonem, Urbanem Lindgrenem i Perem Elofssonem zdobywając brązowy medal w sztafecie 4 × 10 km. Jego najlepszym indywidualnym wynikiem na tych mistrzostwach było 9. miejsce w biegu na 15 km stylem klasycznym. Dwa lata później, podczas mistrzostw świata w Val di Fiemme w swoim najlepszym starcie, w biegu łączonym na 20 km zajął zaledwie 31. miejsce. Na kolejnych mistrzostwach świata już nie startował.
Najlepsze wyniki w Pucharze Świata uzyskał w sezonie 1999/2000, kiedy to zajął 42. miejsce w klasyfikacji generalnej.

## Osiągnięcia

### Igrzyska olimpijskie
| Miejsce | Dzień     | Rok  | Miejscowość    | Konkurencja             | Czas biegu | Strata  | Zwycięzca       |
| ------- | --------- | ---- | -------------- | ----------------------- | ---------- | ------- | --------------- |
| 8.      | 12 lutego | 2002 | Salt Lake City | 15 km stylem klasycznym | 37:07,4    | +1:31,1 | Andrus Veerpalu |
| 16.     | 23 lutego | 2002 | Salt Lake City | 50 km stylem klasycznym | 2:06:20,8  | +8:27,8 | Michaił Iwanow  |

### Mistrzostwa świata
| Miejsce | Dzień     | Rok  | Miejscowość   | Konkurencja             | Czas biegu | Strata   | Zwycięzca      |
| ------- | --------- | ---- | ------------- | ----------------------- | ---------- | -------- | -------------- |
| 9.      | 15 lutego | 2001 | Lahti         | 15 km stylem klasycznym | 39:26,0    | +1:10,7  | Per Elofsson   |
| 31.     | 17 lutego | 2001 | Lahti         | 2 × 10 km łączony       | 47:15,5    | +2:11,1  | Per Elofsson   |
| 2.      | 22 lutego | 2001 | Lahti         | Sztafeta 4 × 10 km      | 1:36:42,5  | +42,7    | Norwegia       |
| 42.     | 25 lutego | 2001 | Lahti         | 50 km stylem dowolny    | 2:05:27,2  | +15:06,7 | Johann Mühlegg |
| 47.     | 21 lutego | 2003 | Val di Fiemme | 15 km stylem klasycznym | 35:47,5    | +2:39,7  | Axel Teichmann |
| 31.     | 23 lutego | 2003 | Val di Fiemme | 2 × 10 km łączony       | 47:42,3    | +1:12,3  | Per Elofsson   |

### Puchar Świata

#### Miejsca w klasyfikacji generalnej
- sezon 1995/1996: 67.
- sezon 1996/1997: 88.
- sezon 1997/1998: 51.
- sezon 1998/1999: 44.
- sezon 1999/2000: 42.
- sezon 2000/2001: 45.
- sezon 2001/2002: 128.
- sezon 2002/2003: 53.

#### Miejsca na podium
Ingesson nigdy nie stawał na podium zawodów Pucharu Świata.